# 岡島秀樹
岡島 秀樹（おかじま ひでき、1975年12月25日 - ）は、京都府京都市伏見区出身の元プロ野球選手（投手、左投左打）、野球解説者、野球指導者、YouTuber。ワタナベエンターテインメント所属。
2007年のボストン・レッドソックス時代にワールドシリーズ優勝を経験している。
日本プロ野球における開幕から連続試合自責点0（46試合）の日本記録保持者。

## 経歴

### プロ入り前
東山高校に在籍中、選抜高等学校野球大会（センバツ）に2回出場（1992年、1993年）。高校2年春（1992年）のセンバツでは、初戦に御殿場西高校と対戦。機動力野球の相手に多くの盗塁を許すなど苦しむも、4-3で勝利。なお、この時の御殿場西高校のエースが小野晋吾であった。次の浦和学院高校戦は1-5と敗れベスト16に終わる。2年秋の近畿大会に優勝し、3年春（1993年）のセンバツでは優勝候補にも挙げられたが、初戦で国士舘高校に2-6と敗れる。最高で142km/hの球速を計測するも、制球難から自滅。初回からいきなり死球・四球・暴投と典型的な一人相撲であった。
1993年のプロ野球ドラフト会議で読売ジャイアンツ（巨人）から3位指名を受けて入団した。背番号は37。

### 巨人時代
1995年（2年目）、シーズン終盤に一軍初昇格。10月6日の中日ドラゴンズ戦（ナゴヤ球場）で初登板、初先発するも初勝利はならずシーズンを終える。
1996年5月7日の広島東洋カープ戦では6回無失点でプロ初勝利を挙げた。その試合のウイニングボールを持って帰ろうとしたが、来日後初セーブを記録したマリオ・ブリトーもそのボールを欲しがったため、2人で話し合いが行われ、「マリオがセーブを記録したことをボールに記入する」という条件付きで、岡島が譲り受けた。
1997年、開幕前の燦々会で当時の長嶋茂雄監督から注目の若手として斉藤宜之と共に大々的に紹介され、初の開幕一軍にして、6番目の先発投手としてローテーション入りを果たした。オフに背番号を28に変更する。
1998年も主に先発投手として起用されたが、先発ではあまり結果が出なかったため翌年以降中継ぎとして起用されることが多くなった。
1999年8月31日の対中日23回戦の1回表二死の場面で、先発の斎藤雅樹が怪我のため降板し、2番手として登板。その後9回まで投げ抜いて0点に抑えた。これにより1試合最多リリーフポイント4.15を記録した。
2000年には怪我で離脱した槙原寛己に代わり抑えとなった桑田真澄が不振で代役の代役として抑えを担当し優勝に貢献し、日本シリーズでは胴上げ投手になった。
2001年にも抑えを務め、4月30日の広島戦で史上初の4月での月間10セーブを記録。6月26日には札幌ドーム初のプロ野球公式戦（中日戦）でセーブを記録した。オールスターゲームのファン投票にはこの年からクローザー部門が創設されたが、同部門初の選出選手となった。球威ある速球と「空振りを取れるカーブ」を絶賛される反面、制球難からくる被打率・防御率の高さを指摘されていた。
2002年からはセットアッパーに回り、球速を140キロ前後に抑えながらも制球を重視したフォームに修正、四死球も半分近くに減少する。しかし持ち味の球威が不足し、頼みのカーブの効果も減少するなど悪循環に陥り、新球を試すなど試行錯誤を繰り返した。同年は52試合に登板し、リーグ優勝と日本一に貢献した。
2003年は持ち味の球威が不足するなどの悪循環に陥ったことで、41試合に登板したが防御率4点台と安定感を欠いた。
2004年はリリーフ投手陣が崩壊するチームにあって53試合に登板し、防御率3.09の成績を残した。
2005年は再び安定感を欠いた。42試合に登板するも防御率は4点台だった。

### 日本ハム時代
2006年、開幕直前の3月24日に實松一成、古城茂幸との交換トレードで北海道日本ハムファイターズへ移籍。入団会見では「監督はじめSHINJO選手などファンサービスに積極的な球団。日本ハムに移籍で関西系のノリで自己表現できれば」と語った。4月25日に一軍に昇格。シーズン中盤以降は右のセットアッパー・武田久とともに主に7〜8回を担当する左のセットアッパーとなった。以後、前年2桁を記録した被本塁打は半分に減り、奪三振率、被打率、与四球率も良化、最終的には防御率2.14の好成績を残し、チームの優勝および日本一に貢献した。オフにフリーエージェント権を行使（この宣言はメジャー挑戦を目的としたものでは無かった）。

### レッドソックス時代
2006年11月30日にピーター・グリーンバーグを代理人としてボストン・レッドソックスと2年250万ドルで契約（3年目は計115試合登板達成で自動更新される年俸175万ドルの球団オプション）。背番号は巨人時代の最初の背番号と同じ37となった。
2007年4月2日、開幕戦のカンザスシティ・ロイヤルズ戦（カウフマン・スタジアム）でメジャーデビュー。最初の打者ジョン・バックにメジャー史上7人目となる初球被本塁打を記録（ワールドシリーズ第4戦でも本塁打を打たれており、シーズンの初球と最後の投球で本塁打を打たれるという珍記録を作った）。この打席では、これまでの野球人生で『困ったら外角低めに投げろ』という投球術が野球のセオリーと言われてきたため、このセオリーがメジャーでは下位打者にすらまったく通用しなかったことに強いショックを受けたという。この被弾から岡島は短期間でカットボールを習得する。その後は制球が安定し、5月22日まで19試合連続で無失点に抑えた。4月は防御率0.71、WHIP0.63の好成績で月間最優秀新人を獲得。NPB/MLBを通じて初の公式タイトル受賞となった。メジャーデビュー当初は通訳が付いていなかったが、この活躍によって5月からジェフ山口が専属通訳に就くことになった。6月2日のニューヨーク・ヤンキース戦でメジャー初勝利。オールスター前まで13試合連続無失点を記録し、39試合の登板で2勝0敗4セーブ、防御率0.83、WHIP0.83の成績で折り返す。オールスターゲームにも最終インターネット投票（32人目）で選出されるが、登板機会は無かった。19日に失点し、連続無失点が15試合でストップ。8月以降は失点する試合が増える。9月のヤンキースで4失点された後、ポストシーズンに備え休養を与えられた。半月後のミネソタ・ツインズ戦に復帰登板し、2試合連続無失点に抑え、最終的にチーム最多となる66試合に登板し3勝2敗5セーブ、防御率2.22、WHIP0.97、リーグ3位の27ホールドを記録し、走者を置いたときの被打率はリーグ2位の.168だった。9月からは本拠地のフェンウェイ・パークでマウンドに上がる際に曲がかけられるようになり、『Okajima Oki-Doke』（オカジマ・オキドーキー）という地元ファンでのTATAMI（通訳のジェフ山口の友人でもある）が作ったアップテンポのテクノ調リズムの曲で、本人も「僕も歌っちゃう感じ。音楽で皆を元気づけることができれば、いいんじゃないですか」と喜んだ。
ポストシーズンではクリーブランド・インディアンスとのリーグチャンピオンシップシリーズ第7戦で松坂大輔の後に6回から2番手で登板し、1点差を死守。この試合のインパクト・プレイ・オブ・ザ・ゲームに選ばれた。コロラド・ロッキーズとのワールドシリーズ第3戦にマット・ホリデイから本塁打を打たれるまでは無失点に抑える。ワールドシリーズでは日本人メジャーリーガーの投手として初めて登板し、第2戦の6回一死一・二塁からカート・シリングの後を受けて2番手でリリーフして、2回2/3を無安打無失点4三振で完璧に抑えた。また、この試合が全米スポーツ番組が選ぶプレイ・オブ・ザ・ゲームに選ばれた。オフには、得票率46パーセントでMLB公式ウェブサイトによるファンが選ぶ最優秀セットアップ投手に選ばれた。年末にはNHK『第58回NHK紅白歌合戦』にゲスト審査員として出演する。
2008年はツーシーム系の新球「ドキドキボール」を開発しスプリングトレーニングで試投するが、このボールが災いして手首を負傷する。3月26日、東京ドームで行われたオークランド・アスレチックスとの開幕戦で勝利投手となる。なお、3月26日（米時間3月25日）は、当時大リーグ史上最も早い開幕日であり、この試合のみ日本で行われたことから、大リーグ史上最速開幕勝利投手達成日記録保持者となった。5月には手首の痛みが悪化したことによる速球の球威不足やチェンジアップの変化不足により月間防御率9.64と打ち込まれる。しかし、6月からは、前述のとおり封印していたカーブの握りをメジャー球に対応すべく改良して使用したり、投球フォームに緩急を付けて打者のタイミングを外したりするなど工夫を重ね、徐々に成績が向上し38登板で2勝2敗1セーブ、防御率2.82、WHIP1.40の成績で前半戦を折り返す。後半戦からは手首の痛みも和らぎ、ピンチでの登板も増えた。後半戦は25試合の登板で1勝0敗、防御率2.28、WHIP0.76と好調を続けた。手首痛の原因は疲労性腱炎と診断されたため、11月から投球行為は自粛している。この年まで計115試合登板を記録し、3年目の契約延長オプションが更新された。オフには友人とホノルルマラソンに出場。25km地点から休憩を挟みながらも6時間8分35秒で完走した。「ワールドシリーズに出場できなかったら参加する」と約束しており、シーズンオフから練習を積んでいたという。
2009年、4月は防御率5.59、WHIP1.55と不調だったが、4月末から6月初めにかけては15試合連続無失点を記録するなど好調を維持し、41試合の登板で3勝0敗、防御率3.32、WHIP1.07の成績で前半戦を折り返す。しかし後半戦は27試合の登板で3勝0敗、防御率3.52、WHIP1.56とやや調子を崩す。最終的にチーム最多登板を記録したが、右打者に対しての被打率.309と課題を残した。
ポストシーズンではロサンゼルス・エンゼルスとのディビジョンシリーズ第3戦、9回表逆転された場面より登板し、打者一人を抑えた。オフには契約が終了しフリーエージェント(FA)となるはずだったが、代理人のピーター・グリーンバーグがレッドソックスと結んだ契約が、球団に6年間の保有権があるというドラフトで入団した新人選手と同じ内容だったことが判明。そのためグリーンバーグとの契約を解除し、新たにホセ・ローゼンと代理人契約を結び、レッドソックスと1年275万ドル＋出来高で契約を結んだ。
2010年は開幕から調子が上がらず2勝2敗、防御率6.00、WHIP1.88で前半戦を終える。7月25日のシアトル・マリナーズ戦後には会見を拒否し地元メディアからの批判を受けたが、その後ESPNのインタビューで「試合後は精神的にも落ち込んでいるので、少し時間がたってから話した方が良いと思った」と説明した。最終的にメジャー入り後の自身ワーストの成績に終わるも、右大腿裏の故障から復帰した8月29日以降は防御率1.32、WHIP0.88と好投を続けた。DL入り前の不調の原因についてメディアには「今年1年、足をかばいながら投げていた。それが腰にもきて、DL入りにつながったと思う。プレーオフに行けないのは残念だが、オフはしっかりと体のケアをして、翌年をいい形で迎えたい」と語ったが、実はチームスタッフとのトラブルによる精神的な問題が原因だったという。オフには翌年の契約を提示されずノンテンダーFAとなる。
2011年1月10日にレッドソックスと年俸175万ドルの1年契約で再契約を結ぶ。この時、レッドソックスの他にも岡島の尊敬する選手が在籍しメジャーで力を持ったチームからのオファーもあったが、家族の住環境を重視し、提示額が低くてもレッドソックスとの契約を決めたという。スプリングトレーニングでは7試合の登板で防御率5.14、WHIP1.57と結果を残せず、招待選手としてスプリングトレーニングに参加したデニス・レイエスが11試合の登板で防御率0.84、WHIP0.75と好成績を残したこともあり、レッドソックス移籍後初めてAAA級ポータケットで開幕を迎える。ポータケットではWHIP0.35で無失点で、4月18日にメジャーに昇格したが、5月18日にはチームがトレードでフランクリン・モラレスを獲得したことに伴いDFAとなり、24日には40人枠から外れAAA級ポータケットに降格。ポータケットでは34試合の登板で8勝1敗、防御率2.21、WHIP0.94の成績を残し、チームのポストシーズン出場に貢献。10月にはホセ・ローゼンとの契約が切れ、アーン・テレムと代理人契約を結ぶ。12月28日にニューヨーク・ヤンキースとマイナー契約を結んだが、翌年2月17日にフィジカルチェック（身体検査）の結果、左肩に異常が見つかったとして、契約は無効となった。

### ソフトバンク時代
2012年3月3日、福岡ソフトバンクホークスが年俸3500万円＋出来高の1年契約で獲得を発表。また、芸能事務所・セント・フォースに所属（男性タレントの専門セクション「セント・フォース ゾーン」に配属）。同社として初のプロ野球選手とのマネジメント契約となった。

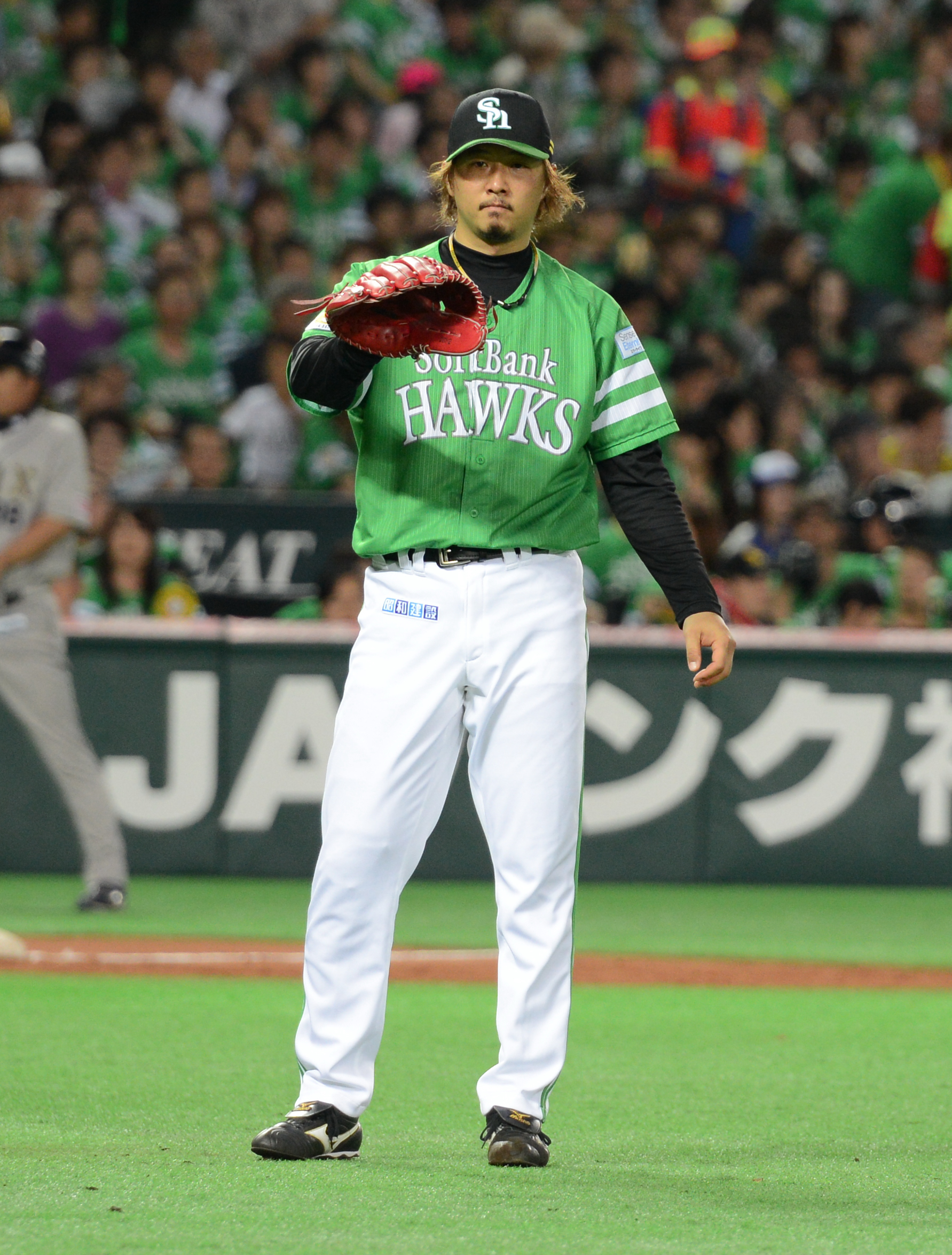
ソフトバンク時代（2012年7月16日、福岡 Yahoo! JAPANドーム）

開幕から一軍入りし、4月4日の東北楽天ゴールデンイーグルス戦で日本球界復帰後初登板。開幕から26試合連続無失点を記録していたが、6月28日のオリックス・バファローズ戦でシーズン初失点を記録する（自責点は記録されなかった）。8月18日のオリックス戦では4-1でリードした状態で9回に登板し0点に抑え、日本で6年ぶりにセーブを記録。30日のオリックス戦では1-1の同点で9回に登板してシーズン初の自責点となる3失点を喫して敗戦投手となり、47試合目で自責点ゼロが途絶えた。シーズンを通して安定した投球を見せ、50試合登板以上の選手でリーグ1位となる防御率0.94、WHIP0.84という好成績を残した。岡島のシーズン終了後のメジャー復帰を目指す意思が球団に尊重される形でオフに自由契約となる。

### アスレチックス時代

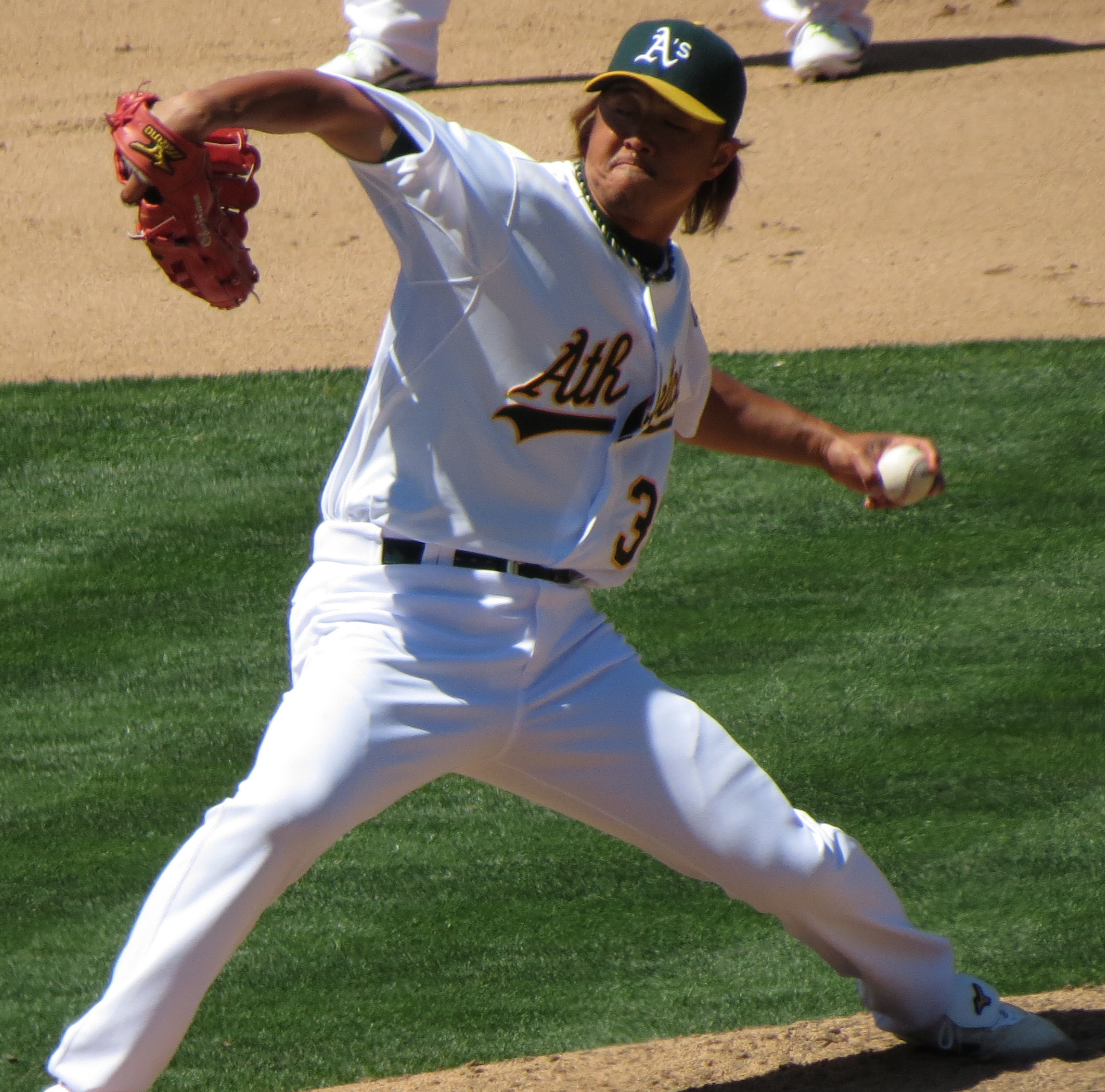
オークランド・アスレチックス時代
（2013年5月19日）

2013年2月11日にオークランド・アスレチックスとマイナー契約で合意したことが報じられ、12日に契約。スプリングトレーニングに招待選手として参加するが、9試合の登板で防御率5.79、WHIP1.71、3被本塁打を喫し、AAA級サクラメントで開幕を迎える。サクラメントでは14試合の登板で防御率2.16、WHIP0.78の成績を残し、5月17日にメジャー昇格。6月14日にサクラメントに降格。サクラメントでは前半戦は24試合の登板で1勝2敗1セーブ、防御率3.77、WHIP1.01の成績を残したが、後半戦は13試合の登板で0勝5敗、防御率5.14、WHIP1.42を喫し、9月3日にDFAとなり10月11日に自由契約となる。

### ソフトバンク復帰
2013年11月25日にソフトバンクへの1年ぶりの復帰が発表され、翌26日に入団会見を行った。背番号は再び37となった。
2014年は開幕一軍を迎えると3月29日の対千葉ロッテマリーンズ戦で2番手として7回3点リードで登板して無失点に抑え、チーム復帰初ホールドを記録すると、翌日3月30日の対ロッテ戦でも8回同点の場面で登板して三者凡退に抑え、裏の内川聖一の勝ち越しソロ本塁打で復帰初白星も記録した。4月12日から4月16日まで5試合連続ホールドを記録するなど5月28日までわずか自責点2と勝利の方程式として安定して活躍する。5月29日対横浜DeNAベイスターズ戦の延長11回に同点の場面で登板、先頭筒香嘉智に四球を与えると、犠打、金城龍彦敬遠などで二死一・二塁とし、白崎浩之の適時打によりサヨナラ負けを喫した。6月29日対中日ドラゴンズ戦の7回1点リードで登板、2奪三振で二死一塁とするとアンダーソン・エルナンデス、エクトル・ルナに連続四球で満塁とし、続く森野将彦にセンターへ走者一掃の3点適時二塁打により逆転されシーズン最多の1試合自責3を記録、接戦の登板では2連敗となった。その後4試合連続ホールドなど再び安定した投球を続けていたが、7月22日に北九州市民球場にて行われた対千葉ロッテ戦7回1点リードで登板するとチャッド・ハフマン、ルイス・クルーズに連続本塁打を打たれ逆転されシーズン4敗目となった。7月23日左ふくらはぎに違和感を訴え、7月24日に出場選手登録を抹消された。8月22日に一軍再昇格すると4試合連続同点で登板し、4連続ホールドを記録し、以降レギュラーシーズン終了まで無失点だった。しかし、自身の抹消期間中にルーキー森唯斗が台頭したため再び勝利の方程式に入ることはなかった。
CSファイナルステージでは10月16日に7回3点ビハインドから登板し1回無失点に抑えた。10月18日は6回2点リードから登板、二者を簡単に抑えるが、続く赤田将吾の当たり損ないの打球がサードへ転がり内野安打となると、大野奨太に四球を与えて降板となり、代わった森福允彦が後続を抑えてホールドを得た。日本シリーズでは10月25日に7回4点ビハインドで登板し、打者3人に対し無失点だった。
中継ぎの柱としてチームのリーグ優勝・日本一に貢献し、翌年の契約更新を前提に水面下で交渉を続けていたが、条件面などで最終的に折り合いがつかなかったため10月31日に翌年の契約を結ばないことを告げられ、12月2日に自由契約公示された。

### 横浜DeNA時代

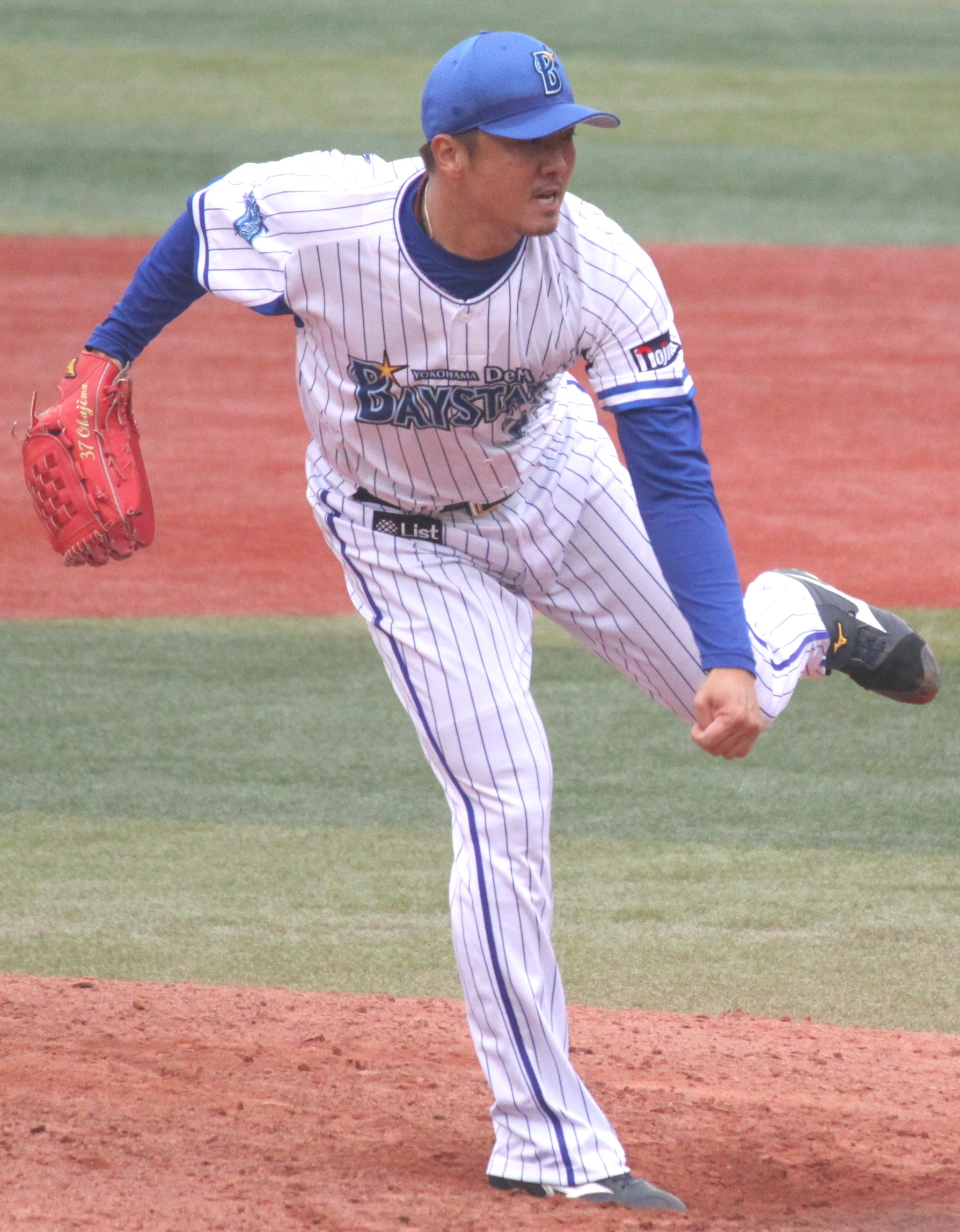
DeNA時代（2015年 横浜スタジアム）

2014年12月10日に、横浜DeNAベイスターズと契約合意した。背番号はかつての左のエース野村弘樹が着用した21。
2015年はキャンプで左太ももを痛めた影響もあり、開幕二軍スタートとなった。6月9日に一軍登録され、同日の東北楽天ゴールデンイーグルス戦で移籍後初登板を果たした。この試合は無失点だったが、2日後の11日は1点リードの6回に登板するも満塁のピンチを招き、松井稼頭央に逆転満塁本塁打を打たれ、そのまま敗戦投手となり、翌12日に二軍落ちとなった。二軍調整を経て、9月6日に一軍登録された。その後は復調したが、二軍生活が長かったこともあり、10試合の登板に終わり、2敗2ホールド、防御率8.59と不本意な成績でシーズンを終了し、10月3日に戦力外通告を受けた。12月2日付で、日本野球機構（NPB）から自由契約選手として公示された。

### DeNA退団後
2016年2月8日にボルチモア・オリオールズと契約。メジャーのスプリングトレーニングには参加せず、マイナーキャンプのプレシーズンゲームでは5試合の登板で自責点0を記録していたが、3月29日に自由契約となった。その後、7月18日に現役引退を決意することを自身のブログから発表した。

### 引退後
2017年からは野球解説者に就任。テレビ朝日・NHKBSのMLB中継のゲスト解説者として活動する。2018年からは日テレジータスのジャイアンツ戦終了後のポストゲームショーに出演している。2019年からラジオ日本野球解説者も兼務。
2021年6月1日に巨人米国OBスカウト西地区担当に就任した。
2024年12月3日、ベースボール・チャレンジ・リーグ（ルートインBCリーグ）の群馬ダイヤモンドペガサスで投手コーチに就任することが発表された。

## 選手としての特徴

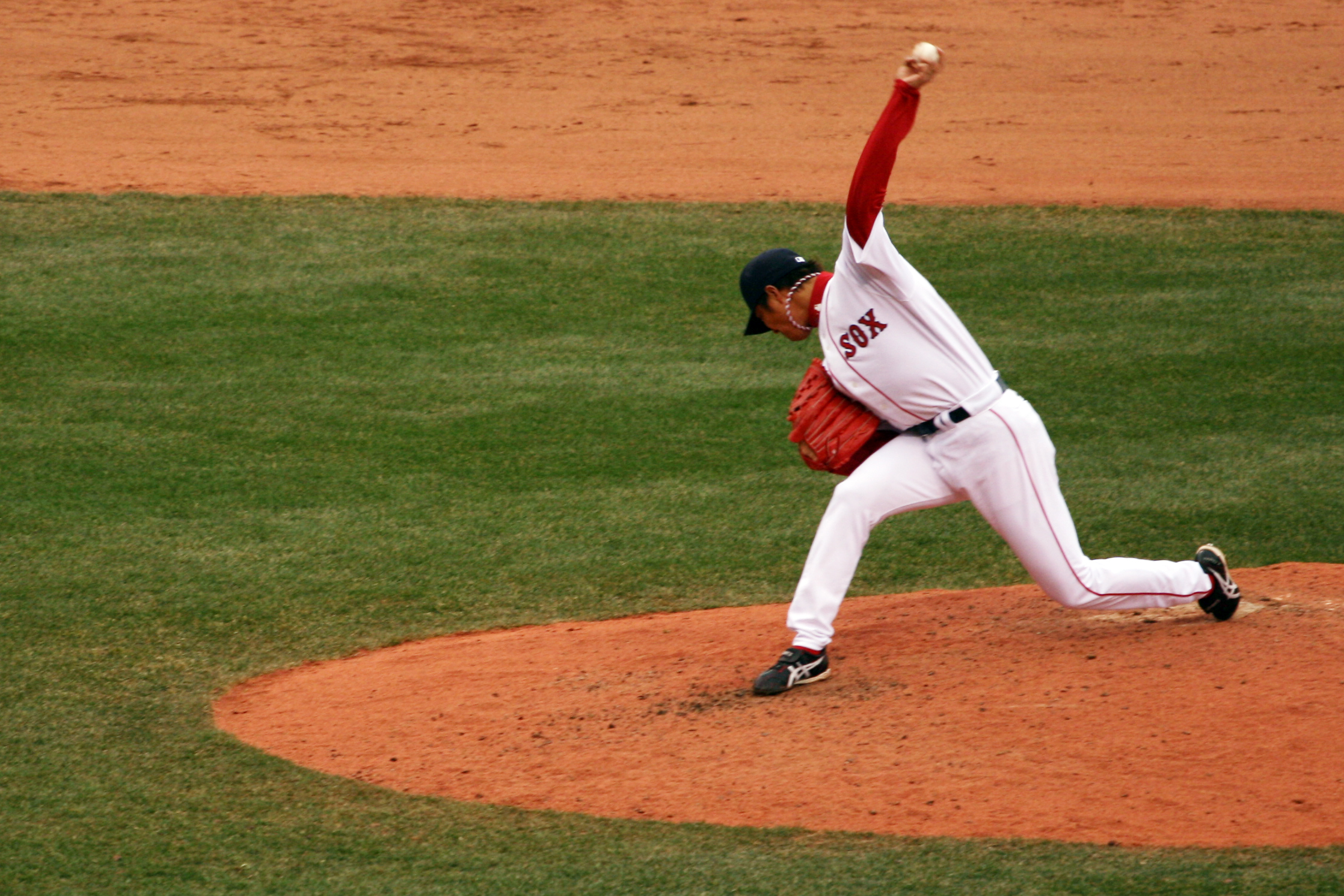
岡島の投球フォーム

“Non-looking delivery”と呼ばれる、リリースの瞬間に顔を下に向けてホームベース方向を見ずに投げる独特の投球フォームで知られている（投球方向と投球後の打球確認のため、リリースの前後にはホームベース方向を向いている）。平均球速87mph（約140km/h）、最速91.3mph（約147km/h）の速球（フォーシーム、ツーシーム、カッター）、“Oki-Doke（オキ・ドーキー）”と呼ばれるフォークボールの握りから投げるチェンジアップ、縦に割れるカーブを投げ分ける。チェンジアップは握り方からスプリッターに分類されているが、本人は「球の軌道はチェンジアップだから、チェンジアップと呼んでいる」という。かつてはカーブを軸としていたが、メジャーの滑りやすいボールではカーブがうまく制球出来ずレッドソックス移籍後2年間はチェンジアップを多投するようになり、2009年からはチェンジアップの割合を減らして速球系の球種をより多投するようになった。
巨人時代に投手コーチを務めていた小谷正勝は岡島を制球力に優れている投手と語っているが、レッドソックス移籍前までは“ノーコン投手”の印象を持たれており、巨人時代にチームメイトだった松井秀喜と2007年にメジャーで初対決した際には、松井から「こんなにコントロールが良いとは思わなかった」と言われた。岡島自身は制球力改善の要因について、2006年に日本ハムへ移籍してから精神的な余裕を持つために、「打たれてもいい」と開き直ることでマウンドでの気持ちの持ち方をポジティブに変化させたことを挙げている。
日米通算815試合に登板しており、これは日本において歴代8位相当である（2020年終了時点）。

### 独特の投球フォーム
様々なコーチが実務レベルで岡島の特異なフォームを矯正・修正しようと取り組んだが、結局フォームの改造は成功しなかった。その後、投手コーチに就任した鹿取義隆は岡島のフォームを「子供の頃、石ころを投げていたときからのフォームだ。今更変えられないし、彼にとって一番いい投げ方」と評し、悪いコントロールの原因とされたフォームのまま才能を伸ばす方針を取った。結果、球を投げる瞬間に腕をできるだけ地面と垂直の位置にするリリースポイントのコツを掴み、変則投手として大成した。
福本豊は「あっち向いてホイ投法やね」、元チームメイトのJ.C.ロメロは「彼は自動操縦だな (He's on autopilot, man.)」、アレックス・コーラは「彼の目は首についている (His eyes are in his neck.)」と言っている。星野仙一は「あんな投げ方でよくストライクが入るね」、巨人時代の元監督・堀内恒夫は「子供は真似しちゃいけません」と解説で発言している。角盈男は「打者からするとどこに飛んでくるかわからない、ぶつけられるかもしれない、恐怖心を煽るフォーム」と指摘している。ボストン・レッドソックス監督のテリー・フランコーナは、「あんな投げ方でコントロールできるのか?」と聞きそびれているうちに、本人が実績を残し聞くに聞けなくなったという。ジェイソン・バリテックは、SHEILAからのインタビューで「岡島（秀樹）さんみたいな（独特な）投げ方って捕球しにくくない？」という質問に対して、「大丈夫だよ、ミットめがけて投げているから（笑）」とコメントした。
岡島の他にも元プロ野球選手の八木智哉や榎下陽大、前川克彦、吉田修司が同じような投法を用いていた。
2010年にはアメリカのスポーツ専門サイトのブリーチャー・リポートが選出する『メジャーリーグ史に残る個性的なフォーム』で第4位(現役選手では1位)にランクインした。

## 人物
愛称は日本では「オカジ」、MLBでは「Oki(e)（オーキー）」「Oka（オカ）」など。
家族はフリーアナウンサーの栗原由佳夫人と3男1女。由佳夫人とは、2000年の日本シリーズ（10月28日）の後のビールかけの取材の際に出会った。同年の日本シリーズで、20世紀最後の胴上げ投手となっている。その同じ日の1年後に由佳夫人と結婚。投球開始前には帽子を取り、中に書かれている夫人からのメッセージを見つめ、気持ちを集中させている。
巨人時代は「タクシー代がもったいないから」という理由で、一軍定着してもしばらくは合宿所から電車で東京ドームに通っていたという。
巨人時代のチームメイトの桑田真澄のオーストラリア・ケアンズでの自主トレに毎年同行するほど尊敬している。もともとは左の先発候補として球団が桑田に指導を託していた投手であった。ちなみにチームメイトであった小田幸平も自主トレに必ず同行していた。
レッドソックスに移籍するまでは「メジャーはスピードとパワーが売りで、戦略的には大ざっぱな面がある」と思っていたが、チームメイトのジョシュ・ベケットやジョン・レスター、ジョナサン・パペルボンの投球や、カート・シリングの緻密な研究を見て、『“日本に来る助っ人外国人”と“本物の一流メジャーリーガー”の違い』や『相手を研究することの大切さ』を改めて痛感したという。また、移籍前は「メジャーリーグは練習時間が短い」、「日本に来る外国人選手には練習熱心と呼べる選手は少ない」というイメージがあったため、「外国人選手は練習嫌い」という印象を抱いていたが、レッドソックス移籍1年目のスプリングキャンプでチームメイトたちが朝6時に球場入りして個人でのトレーニングに励んだ後にチームの全体練習に臨んでいたことに衝撃を受けたという。岡島自身も毎朝6時に起床して散歩する習慣があったがこういったアーリーワークには慣れることができず、チームでの全体練習終了後に個人練習を行うという日本式のスタイルで練習をしていた。こうしたNPB/MLBでの経験を経て、個人的には日本プロ野球の全体主義よりもメジャーリーグの個人主義の方が好みになったといい、2011年にレッドソックスから解雇された時も「マイナー契約でもアメリカに残りたい。絶対にメジャーへ復帰して、岡島はまだできるんだということをみせつけてやる」と思うようになり、2012年に日本球界に復帰してからもメジャー再挑戦の想いを持ち続けた。
「岡島はメジャー球とマウンドへの適応に苦労しなかったのだろう」と思われることがあるが、実際はメジャーのボールやマウンドへの適応には苦労したと言い、練習中以外でもベッドや風呂の中でも常にボールを握り、感覚を覚えこませたという。2011年にマイナーでプレーした際には、マイナーとメジャーのボールは材質が違うため、AAA級ポータケットの首脳陣に「練習メニューなどに関しては自由にやらせてほしい」と申し出て試合以外ではメジャーのボールで練習し、メジャーに再昇格した際には、寝ているときもメジャーのボールを握り再び感覚を覚えこませたという。また、2012年に日本球界に復帰した際には、逆に日本球界のボールやマウンドへの適応にも苦労したという。

## 詳細情報

### 年度別投手成績
| 年 度     | 球 団        | 登 板 | 先 発 | 完 投 | 完 封 | 無 四 球 | 勝 利 | 敗 戦 | セ 丨 ブ | ホ 丨 ル ド | 勝 率 | 打 者 | 投 球 回 | 被 安 打 | 被 本 塁 打 | 与 四 球 | 敬 遠 | 与 死 球 | 奪 三 振 | 暴 投 | ボ 丨 ク | 失 点 | 自 責 点 | 防 御 率 | W H I P |
| --------- | ------------ | ----- | ----- | ----- | ----- | -------- | ----- | ----- | -------- | ----------- | ----- | ----- | -------- | -------- | ----------- | -------- | ----- | -------- | -------- | ----- | -------- | ----- | -------- | -------- | ------- |
| 1995      | 巨人         | 1     | 1     | 0     | 0     | 0        | 0     | 0     | 0        | --          | ----  | 20    | 5.0      | 5        | 0           | 2        | 0     | 0        | 9        | 0     | 0        | 1     | 1        | 1.80     | 1.40    |
| 1996      | 巨人         | 5     | 1     | 0     | 0     | 0        | 1     | 0     | 0        | --          | 1.000 | 60    | 12.2     | 13       | 0           | 9        | 0     | 1        | 8        | 1     | 0        | 2     | 1        | 0.71     | 1.74    |
| 1997      | 巨人         | 25    | 21    | 2     | 1     | 0        | 4     | 9     | 0        | --          | .308  | 477   | 109.1    | 92       | 7           | 59       | 1     | 4        | 102      | 3     | 0        | 47    | 42       | 3.46     | 1.38    |
| 1998      | 巨人         | 14    | 12    | 0     | 0     | 0        | 3     | 6     | 0        | --          | .333  | 273   | 62.1     | 61       | 7           | 32       | 2     | 2        | 54       | 3     | 1        | 31    | 30       | 4.33     | 1.49    |
| 1999      | 巨人         | 37    | 3     | 0     | 0     | 0        | 4     | 1     | 0        | --          | .800  | 275   | 69.2     | 42       | 6           | 28       | 1     | 3        | 77       | 3     | 0        | 25    | 23       | 2.97     | 1.00    |
| 2000      | 巨人         | 56    | 0     | 0     | 0     | 0        | 5     | 4     | 7        | --          | .556  | 300   | 72.1     | 53       | 4           | 31       | 1     | 2        | 102      | 5     | 0        | 26    | 25       | 3.11     | 1.16    |
| 2001      | 巨人         | 58    | 0     | 0     | 0     | 0        | 2     | 1     | 25       | --          | .667  | 281   | 62.0     | 62       | 5           | 39       | 6     | 2        | 70       | 2     | 0        | 21    | 19       | 2.76     | 1.63    |
| 2002      | 巨人         | 52    | 0     | 0     | 0     | 0        | 6     | 3     | 0        | --          | .667  | 231   | 55.2     | 42       | 8           | 22       | 3     | 3        | 58       | 4     | 0        | 21    | 21       | 3.40     | 1.15    |
| 2003      | 巨人         | 41    | 0     | 0     | 0     | 0        | 2     | 3     | 0        | --          | .400  | 177   | 38.2     | 45       | 6           | 20       | 3     | 1        | 29       | 1     | 0        | 22    | 21       | 4.89     | 1.68    |
| 2004      | 巨人         | 53    | 0     | 0     | 0     | 0        | 4     | 3     | 5        | --          | .571  | 192   | 46.2     | 33       | 5           | 20       | 1     | 1        | 53       | 2     | 0        | 16    | 16       | 3.09     | 1.14    |
| 2005      | 巨人         | 42    | 0     | 0     | 0     | 0        | 1     | 0     | 0        | 1           | 1.000 | 231   | 53.0     | 55       | 10          | 19       | 0     | 4        | 56       | 1     | 0        | 31    | 28       | 4.75     | 1.40    |
| 2006      | 日本ハム     | 55    | 0     | 0     | 0     | 0        | 2     | 2     | 4        | 20          | .500  | 220   | 54.2     | 46       | 5           | 14       | 2     | 1        | 63       | 6     | 0        | 14    | 13       | 2.14     | 1.10    |
| 2007      | BOS          | 66    | 0     | 0     | 0     | 0        | 3     | 2     | 5        | 27          | .600  | 272   | 69.0     | 50       | 6           | 17       | 2     | 1        | 63       | 0     | 0        | 17    | 17       | 2.22     | 0.97    |
| 2008      | BOS          | 64    | 0     | 0     | 0     | 0        | 3     | 2     | 1        | 23          | .600  | 258   | 62.0     | 49       | 6           | 23       | 1     | 1        | 60       | 2     | 0        | 18    | 18       | 2.61     | 1.16    |
| 2009      | BOS          | 68    | 0     | 0     | 0     | 0        | 6     | 0     | 0        | 23          | 1.000 | 258   | 61.0     | 56       | 8           | 21       | 3     | 2        | 53       | 0     | 0        | 23    | 23       | 3.39     | 1.26    |
| 2010      | BOS          | 56    | 0     | 0     | 0     | 0        | 4     | 4     | 0        | 11          | .500  | 213   | 46.0     | 59       | 6           | 20       | 5     | 0        | 33       | 2     | 0        | 24    | 23       | 4.50     | 1.72    |
| 2011      | BOS          | 7     | 0     | 0     | 0     | 0        | 1     | 0     | 0        | 0           | 1.000 | 36    | 8.1      | 7        | 0           | 5        | 0     | 0        | 6        | 0     | 0        | 4     | 4        | 4.32     | 1.44    |
| 2012      | ソフトバンク | 56    | 0     | 0     | 0     | 0        | 0     | 2     | 9        | 24          | .000  | 181   | 47.2     | 34       | 1           | 6        | 0     | 0        | 36       | 3     | 0        | 6     | 5        | 0.94     | 0.84    |
| 2013      | OAK          | 5     | 0     | 0     | 0     | 0        | 0     | 0     | 0        | 0           | ---   | 21    | 4.0      | 7        | 1           | 2        | 2     | 0        | 1        | 1     | 0        | 1     | 1        | 2.25     | 2.25    |
| 2014      | ソフトバンク | 44    | 0     | 0     | 0     | 0        | 4     | 4     | 0        | 27          | .500  | 175   | 42.2     | 32       | 3           | 14       | 4     | 2        | 36       | 1     | 0        | 10    | 10       | 2.11     | 1.08    |
| 2015      | DeNA         | 10    | 0     | 0     | 0     | 0        | 0     | 2     | 0        | 2           | .000  | 35    | 7.1      | 6        | 1           | 8        | 0     | 0        | 7        | 1     | 0        | 7     | 7        | 8.59     | 1.91    |
| NPB：15年 | NPB：15年    | 549   | 38    | 2     | 1     | 0        | 38    | 40    | 50       | 74          | .487  | 3128  | 739.2    | 621      | 68          | 323      | 24    | 26       | 760      | 36    | 1        | 280   | 262      | 3.19     | 1.28    |
| MLB：6年  | MLB：6年     | 266   | 0     | 0     | 0     | 0        | 17    | 8     | 6        | 84          | .680  | 1058  | 250.1    | 228      | 27          | 88       | 13    | 4        | 216      | 5     | 0        | 87    | 86       | 3.09     | 1.26    |

### 年度別守備成績
| 年 度 | 球 団        | 投手（P） | 投手（P） | 投手（P） | 投手（P） | 投手（P） | 投手（P） |
| 年 度 | 球 団        | 試 合     | 刺 殺     | 補 殺     | 失 策     | 併 殺     | 守 備 率  |
| ----- | ------------ | --------- | --------- | --------- | --------- | --------- | --------- |
| 1995  | 巨人         | 1         | 0         | 1         | 0         | 0         | 1.000     |
| 1996  | 巨人         | 5         | 0         | 0         | 0         | 0         | ----      |
| 1997  | 巨人         | 25        | 3         | 9         | 2         | 0         | .857      |
| 1998  | 巨人         | 14        | 1         | 7         | 0         | 0         | 1.000     |
| 1999  | 巨人         | 37        | 4         | 7         | 0         | 0         | 1.000     |
| 2000  | 巨人         | 56        | 1         | 4         | 0         | 1         | 1.000     |
| 2001  | 巨人         | 58        | 1         | 13        | 0         | 4         | 1.000     |
| 2002  | 巨人         | 52        | 1         | 6         | 0         | 0         | 1.000     |
| 2003  | 巨人         | 41        | 2         | 3         | 0         | 0         | 1.000     |
| 2004  | 巨人         | 53        | 0         | 4         | 0         | 0         | 1.000     |
| 2005  | 巨人         | 42        | 2         | 5         | 0         | 1         | 1.000     |
| 2006  | 日本ハム     | 55        | 2         | 10        | 0         | 1         | 1.000     |
| 2007  | BOS          | 66        | 1         | 11        | 0         | 1         | 1.000     |
| 2008  | BOS          | 64        | 3         | 4         | 0         | 0         | 1.000     |
| 2009  | BOS          | 68        | 3         | 6         | 1         | 0         | .900      |
| 2010  | BOS          | 7         | 2         | 3         | 0         | 0         | 1.000     |
| 2011  | BOS          | 7         | 2         | 3         | 0         | 0         | 1.000     |
| 2012  | ソフトバンク | 56        | 3         | 12        | 0         | 0         | 1.000     |
| 2013  | OAK          | 5         | 0         | 2         | 0         | 0         | 1.000     |
| 2014  | ソフトバンク | 44        | 3         | 3         | 1         | 0         | .857      |
| 2015  | DeNA         | 10        | 0         | 2         | 0         | 0         | 1.000     |
| NPB   | NPB          | 549       | 23        | 86        | 3         | 8         | .973      |
| MLB   | MLB          | 266       | 13        | 34        | 1         | 2         | .979      |

### 表彰
MLB
- ルーキー・オブ・ザ・マンス：1回（2007年4月）
- Topps ルーキーオールスターチーム（英語版）（左投手部門：2007年）[注 4]
- Baseball Digest ルーキーオールスターチーム（英語版）（リリーフ投手部門：2007年）[51]

### 記録
NPB初記録
- 初登板・初先発登板：1995年10月6日、対中日ドラゴンズ26回戦（ナゴヤ球場）、5回1失点
- 初奪三振：同上、1回裏に神野純一から
- 初勝利・初先発勝利：1996年5月7日、対広島東洋カープ5回戦（東京ドーム）、6回2/3を無失点
- 初完投勝利：1997年5月21日、対横浜ベイスターズ7回戦（東京ドーム）、9回1失点
- 初完封勝利：1997年8月17日、対横浜ベイスターズ19回戦（東京ドーム）
- 初セーブ：2000年5月16日、対広島東洋カープ7回戦（東京ドーム）、8回表に2番手で救援登板・完了、2回無失点
- 初ホールド：2005年8月18日、対中日ドラゴンズ16回戦（ナゴヤドーム）、6回裏に3番手で救援登板、2回無失点

NPB節目の記録
- 500試合登板：2014年4月8日、対埼玉西武ライオンズ1回戦（西武ドーム）、8回裏に4番手で救援登板、1回無失点で勝利投手 ※史上92人目

NPBその他の記録
- 1イニング4奪三振：1997年7月4日、対阪神タイガース14回戦（阪神甲子園球場）、3回裏に山田勝彦・竹内昌也（振り逃げ）・和田豊・桧山進次郎から ※史上5人目（6度目）
- 1球勝利投手：2004年7月27日、対広島東洋カープ19回戦（東京ドーム）、8回表に野村謙二郎を一塁ゴロ併殺打 ※史上19人目（セ・リーグ11人目）
- 開幕から46試合連続自責点0：2012年8月26日、対千葉ロッテマリーンズ21回戦　(QVCマリンフィールド)、9回裏に7番手で救援登板、1回無失点 ※日本記録
- オールスターゲーム出場：3回（2000年、2001年、2002年）

MLB初記録
- 初登板：2007年4月2日、対カンザスシティ・ロイヤルズ1回戦（カウフマン・スタジアム）、6回裏に3番手で救援登板、1回2/3を1失点
- 初奪三振：同上、6回裏にトニー・ペーニャ・ジュニアから
- 初セーブ：2007年4月20日、対ニューヨーク・ヤンキース1回戦（フェンウェイ・パーク）、9回表に4番手で救援登板・完了、1回無失点
- 初ホールド：2007年4月21日、対ニューヨーク・ヤンキース2回戦（フェンウェイ・パーク）、7回表二死に2番手で救援登板、2/3回を無失点
- 初勝利：2007年6月2日、対ニューヨーク・ヤンキース11回戦（フェンウェイ・パーク）、7回表二死に4番手で救援登板、1回1/3を無失点

MLBその他の記録
- MLBオールスターゲーム選出：1回（2007年）

### 背番号
- 37（1994年 - 1997年、2007年 - 2011年、2014年、2025年 - ）
- 28（1998年 - 2005年）
- 40（2006年）
- 62（2012年）
- 39（2013年）
- 21（2015年）

## 関連情報

### テレビドラマ
- 「八月は夜のバッティングセンターで。」第1話（2021年7月8日、テレビ東京） - 岡島秀樹（本人） 役[52]

### 著書
- 『個性をモノにする』（ベスト新書、2012年6月、ISBN 9784584123768）

### 関連書籍
- 『海を渡る：サムライたちの球跡』（長谷川晶一著、扶桑社、2024年9月、ISBN 9784594098056）